# Megachile saigonensis
Megachile saigonensis är en biart som beskrevs av Cockerell 1920. Megachile saigonensis ingår i släktet tapetserarbin, och familjen buksamlarbin. Inga underarter finns listade i Catalogue of Life.